# Лукапа
Лука́па (порт. Lucapa) — город в Анголе, столица провинции Северная Лунда. Расположен на высоте 880 метров над уровнем моря. Население на 2010 год — 27 924 человека.
Среднегодовая температура воздуха — 24,2°С. Годовая сумма осадков — 1509 мм. Наибольшее их количество выпадает с ноября по декабрь и в марте, наименьшее — с июня по июль. Среднегодовая скорость ветра — 4,5 м/с.
| Показатель              | Янв.  | Фев.  | Март | Апр. | Май   | Июнь  | Июль  | Авг.  | Сен.  | Окт.  | Нояб. | Дек.  | Год  |
| ----------------------- | ----- | ----- | ---- | ---- | ----- | ----- | ----- | ----- | ----- | ----- | ----- | ----- | ---- |
| Средняя температура, °C | 22,97 | 23,27 | 23,4 | 23,7 | 25,22 | 24,75 | 24,75 | 26,27 | 25,77 | 23,97 | 23,04 | 22,85 | 24,2 |
| Норма осадков, мм       | 186   | 173   | 229  | 189  | 27    | 3     | 3     | 25    | 89    | 144   | 240   | 201   | 1509 |
| Источник: Gaisma        |       |       |      |      |       |       |       |       |       |       |       |       |      |